# Аль-Мунзир I
Аль-Мунзир I (полное имя — аль-Мунзир I ибн ан-Нуман; также Мундар I и Аламундар I; около 380 — 472 или 473) — царь государства Лахмидов в 428/429 — 472/473 годах.

## Биография
Аль-Мунзир I был сыном царя ан-Нумана I ибн Имру аль-Кайса и гассанидки Хинд. Ещё при жизни отца он стал известен как образованный человек и храбрый воин при дворе шаха Сасанидского Ирана Йездегерда I, союзника и покровителя лахмидов. Поэтому именно на аль-Мунзира шах возложил заботу о воспитании Бахрама, одного из трёх своих сыновей. Все детство и юность этот принц провёл в загородных дворцах лахмидского правителя Хаварнак и Садир. Здесь будущий шах получил прекрасное для того времени образование: его не только обучали верховой езде, охоте и военному делу, но и преподавали ему философию и стихосложение. В охоте на диких ослов Бахрам достиг такого искусства, что получил за это своё прозвище «Гур».
После смерти царя ан-Нумана I в 428 году аль-Мунзир I сам взошёл на престол государства Лахмидов.
В 421 году скончался Йездегерд I, и новым шахом Сасанидского государства стал его сын Шапур, правитель Великой Армении после смерти своего воспитателя царя Врамшапуха. Однако он процарствовал очень недолго. Шапур был убит в результате заговора знати, сделавшей шахом Хосрова, представителя одной из боковых ветвей династии Сасанидов. Бахрам Гур не признал нового монарха, сам предъявил претензии на престол и вместе с аль-Мунзиром I и его сыном ан-Нуманом выступил с арабо-персидским войском на столицу Сасанидского государства Ктесифон. Встав лагерем неподалёку от города, Бахрам начал переговоры со знатью. Они завершились лишением Хосрова престола и провозглашением Бахрама Гура новым шахом. В благодарность за содействие в получении отцовского престола новый монарх передал аль-Мунзиру I власть над «всеми арабами» Сасанидского государства. В дальнейшем всю свою жизнь аль-Мунзир оставался верным союзником сасанидских правителей.
Вскоре после своего вступления на престол Бахрам V, подстрекаемый зороастрийскими священниками, начал гонения на иранских христиан. В ответ многие из них бежали на земли Византии. Аль-Мунзир I также не остался в стороне от этих событий: он препятствовал находившимся в его владениях христианам исповедовать свою религию и, отказавшись от веры своего отца ан-Нумана I, возвратился к язычеству. Преследования христиан привели Сасанидский Иран к войне с Византией. Начало войны не было успешно для Бахрама V: войска шаха потерпели несколько серьёзных поражений от византийского военачальника Флавия Ардавура. Неудачи заставили Бахрама обратиться за помощью к аль-Мунзиру. По сведениям византийского историка V века Сократа Схоластика, царь лахмидов, «человек храбрый и воинственный», имевший под своим началом многотысячное арабское войско, обещал шаху не только разбить осаждавших Нисибис византийцев, но и захватить для Бахрама Антиохию. Однако во время похода войско аль-Мунзира I, испуганное слухом о якобы приближающихся византийцах, обратилось в паническое бегство, при переправе через Евфрат потеряв около 10 000 человек утонувшими. Затем военачальники императора Феодосия II нанесли ещё несколько поражений своим противникам: Ареобинд разгромил войско персов, а Вициан — арабов. Итогом войны стало заключение в 422 году мира между Сасанидским государством и Византией, согласно которому иранские христиане получили свободу вероисповедания.
О дальнейшей жизни аль-Мунзира I сведений почти не сохранилось. Известно только, что в 457 году войско Лахмидов напало на византийский город Харран и пленило многих местных жителей, и что аль-Мунзир скончался после 44 лет правления. Новым правителем Лахмидов стал его сын от брака с Хирр, лахмидкой из племени Бану Хайгумана, аль-Асуад.